# Distrito de La Riviere Anglaise
La Riviere Anglaise (La Ribera Inglesa) es un distrito administrativo de las islas Seychelles, situado en la isla de Mahé. Se trata de uno de los distritos más pequeños de esta isla. Su población total, según el censo del año 2002 es de 3624 pobladores.